# Listă de companii din Italia
Aceasta este o listă de companii din Italia.

## A
- Alitalia
- Agip
- Alfa Romeo
- Astaldi, construcții

## B
- Barilla
- Bvlgari
- Bacci e Abracci

## C
Cedacri

## D
- Dolce & Gabbana

## E
- Enel

## F
- Fiat
- Ferrari
- Ferrero

## P
- Parmalat - (Santal)

## U
- UniCredit